# Boukary Kaboré
Boukary Kaboré (Uagadugú, Alto Volta, 22 de mayo de 1950-Ib.,  13 de mayo de 2023) fue un líder político y militar burkinés (ex Alto Volta). Fue candidato presidencial a las elecciones de 2010.

## Carrera militar
Militar educado en la Academia de Guerra de Kadiogo. Hizo una pasantía militar en Camerún. Volvió a Alto Volta donde participó de la operación batallón aerotransportado de Koudougou, donde llegó a ser Comandante en Jefe de Aviación (1987).

## Carrera política
Desempeñó un papel fundamental durante la revolución del capitán Thomas Sankara y Blaise Compaoré. Ha participado del Partido de la Unidad Nacional y el Desarrollo (PUND) pero posteriormente armó su propio referente político con varios de los seguidores de Thomas Sankara, construyendo la Unión Sankarista (UPS), colectividad, que junto al Movimiento Panafricano de Burkina Faso lo llevaron a la candidatura presidencial en las elecciones de 2010, donde obtuvo solo el 2,31% de los sufragios, quedando en cuarto lugar.

## Historia electoral
- Elección presidencial de Burkina Faso (2010), para el período 2011-2016[3]

| Candidato                   | Partido | Votos     | %      | Resultado  |
| --------------------------- | ------- | --------- | ------ | ---------- |
| Blaise Compaoré             | CDP     | 1 357 955 | 80,15% | Presidente |
| Hama Arba Diallo            | PDS     | 139 114   | 8,21%  |            |
| Bénéwendé Stanislas Sankara | UNIR-MS | 107 331   | 6,34%  |            |
| Boukary Kaboré              | UPS-MP  | 39 188    | 2,31%  |            |
| Maxime Kaboré               | PIB     | 25 085    | 1,48%  |            |
| Pargui Emile Paré           | MPS     | 14 560    | 0,86%  |            |
| François Kaboré             | PDP-PS  | 10 964    | 0,65%  |            |